# Andréia Sforzin
Andréia Cozzi Sforzin, coniugata Laurence (San Paolo, 26 aprile 1983), è una pallavolista brasiliana.
Gioca nel ruolo di opposto nel Praia Clube.

## Carriera
Andréia Sforzin, anche note come Andréia Laurence, inizia a praticare la pallavolo a livello scolastico, giocando per la squadra del Colégio Augusto Laranja. Il primo club nel quale gioca a livello giovanile è l'Ypiranga, che lascia per andare a giocare nei settori giovanili del Pinheiros, prima, e del São Caetano, dopo; negli stessi anni entra a far parte delle selezioni giovanili brasiliane, vincendo la medaglia d'argento al campionato mondiale under 18 1999 e quella d'oro sia al campionato sudamericano under 20 2000 che al campionato mondiale under 20 2001.
Inizia la carriera da professionista debuttando nella stagione 2001-02 nella Superliga brasiliana col São Caetano, club col quale gioca per tre annate, raggiungendo ogni la finale del Campionato Paulista. Nella stagione 2004-05 va a giocare nel Pinheiros, restandovi per due annate, nelle quali disputa nuovamente la finale del campionato statale. Lascia poi il Brasile nel campionato 2006-07 giocando per la prima volta all'estero, ingaggiata nella V-League sudcoreana dal GS Caltex Seoul di Incheon.
Torna in patria già nel campionato successivo, ingaggiata dall'Finasa di Osasco, con la quale vince il primo trofeo a livello di club della propria carriera, aggiudicandosi il Campionato Paulista; raggiunge inoltre per la prima volta in carriera la finale scudetto, dove esce tuttavia sconfitta contro il Rio de Janeiro. Ritorna per una sola annata al São Caetano, prima di ingaggiata nella stagione 2009-10 dal neonato Osasco, vincendo il Campionato sudamericano per club ed aggiudicandosi per la prima volta lo scudetto.
Nella stagione 2010-11 torna a vestire la maglia del Pinheiros, vincendo un altro titolo paulista e ricevendo in seguito i gradi di capitano della squadra. Dopo quattro annate cambia club, ingaggiata nel campionato 2014-15 dal Rio de Janeiro, vincendo il Campionato Carioca, lo scudetto e il campionato sudamericano per club 2015.
Dopo un campionato al Sesi, nella stagione 2016-17 firma per il Brasília, ma già nella stagione successiva passa al Praia Clube.

## Palmarès

### Club
- Campionato brasiliano: 1

2009-10
- Campionato Paulista: 2

2007, 2010
- Campionato Carioca: 1

2014
- Campionato sudamericano per club: 1

2009

### Nazionale (competizioni minori)
- Campionato mondiale under 18 1999
- Campionato sudamericano under 20 2000
- Campionato mondiale under 20 2001

### Premi individuali
- 2014 - Superliga Série A: Miglior attaccante